# Epsilon Cassiopeiae
Epsilon Cassiopeiae (Segin, ε Cas) – gwiazda w gwiazdozbiorze Kasjopei, odległa od Słońca o około 412 lat świetlnych.

## Nazwa
Nazwa własna tej gwiazdy, Segin, ma nieznane pochodzenie i nie wywodzi się ze starożytności; pojawia się w atlasie Bečvářa. Gwiazda ta była dawniej określana tradycyjną nazwą Ruchbah, taką samą jak Delta Cassiopeiae, która obecnie jako jedyna nosi tę nazwę. Międzynarodowa Unia Astronomiczna w 2017 roku formalnie zatwierdziła użycie nazwy Segin dla określenia tej gwiazdy.

## Charakterystyka
Epsilon Cassiopeiae jest błękitną gwiazdą należącą do typu widmowego B3. Jest to błękitny olbrzym, choć była też klasyfikowana jako chemicznie osobliwy karzeł. Bezpośredni pomiar jej rozmiaru ukazuje, że gwiazda ma promień 6,2 razy większy od Słońca; świeci ona 2500 razy intensywniej. Ma masę 6 razy większą niż masa Słońca, rozpoczęła życie 65 milionów lat temu i zakończyła już lub kończy okres syntezy wodoru w hel. Gwiazda ta obraca się wokół osi wolniej niż typowe przedstawicielki tego typu widmowego i ma nietypowo słabe linie absorpcyjne helu, co wiąże się z rozdzieleniem pierwiastków w gwieździe wskutek wolnego obrotu.